# Dédales (film, 2021)
Pour plus de détails, voir Fiche technique et Distribution.
Dédales (Miracol) est un film roumain réalisé par Bogdan George Apetri, sorti en 2021.
Le film suit une jeune novice, très tourmentée, enceinte manifestement par accident, est violée par un taxi à son retour de l'hôpital où elle avait pensé avorter. Un inspecteur obstiné met tout en œuvre pour qu'elle identifie son agresseur et le faire craquer, lui, tandis qu'il est retenu comme suspect.

## Synopsis
Cristina, une jeune novice de 19 ans, qui semble désemparée, et cherche désespérément à joindre quelqu'un avec le téléphone d'une des sœurs, quitte son couvent en taxi pour se rendre à l'hôpital. Là-bas, elle rentre dans le cabinet d'une obstétricienne. On devine qu'elle vient pour se faire avorter.
En ressortant, elle se rend au commissariat et demande à parler à un inspecteur, qui est en congé chez lui. La scène suivante la montre demandant un certain Dr Ivan à une dame qui lui répond qu'il n'y a pas de Dr Ivan dans l'immeuble. Est-ce l'appartement du policier, où elle comptait le trouver ? Est-ce lui qu'elle cherchait à joindre ? Alors que la dame se propose de se renseigner, elle fuit l'immeuble.
Alors que son taxi lui a donné rendez-vous plus tard, à 5h à la gare, elle en prend un autre, avec lequel elle sympathise presque. Puis, feignant de lui trouver un coin propice pour qu'elle se change, il l'emmène dans un lieu isolé, où il la viole et la frappe sauvagement.
La suite montre Marius, jeune  inspecteur bientôt promu, soupe-au-lait, mais dynamique et têtu, commencer l'enquête. Il se rend au couvent pour glaner des indices mais se heurte au silence ou aux mensonges des pensionnaires, qui veulent garder leur couvent hors des turpitudes du monde. Anticlérical quant à lui, l'inspecteur avance brutalement et est obsédé par l'idée de coincer le suspect retenu au commissariat, qu'il devra cependant libérer 6 heures plus tard faute d'aveux ou de preuves.
Il revient sur les lieux du drame et falsifie la scène de crime afin de piéger celui dont il est manifestement sûr qu'il est coupable. On le voit ensuite interroger l'obstétricienne qui lui apprend que Cristina avait finalement renoncé à avorter.
Femme et enfant ont miraculeusement survécu. Sans relâche, Marius montre les photos du suspect à Cristina qui se mure d'abord dans le silence. Marius lui annonce qu'il va faire comme si elle avait confirmé l'identité du violeur. Elle lui tend alors la main, et lui chuchote à l'oreille quelque chose que l'on n'entend pas, après quoi ils s'embrassent tous deux avec ferveur. Marius lui promet de lui faire justice.
De plus en plus dévoré par cette affaire, il s'arme de son pistolet, et décide hors toute procédure, d'emmener le suspect sur le lieu du crime, avec l'aide de quelques collègues, dans l'idée de lui arracher des aveux. Durant le trajet, Marius commence à harceler, et malmener le suspect dont il s'avère au passage pour le spectateur que c'est bien le coupable.
Arrivé près du pont désert près duquel Cristina a été violée, on le voit se mouiller le visage à la rivière, puis il est appelé par ses collègues. A la radio de la camionnette, un speaker annonce 5h, la même heure que celle du rendez-vous de Cristina avec le taxi qu'elle n'a pas pris. Rejoignant le groupe, il fait croire au violeur que Cristina a succombé à ses blessures, puis le violente, et finalement parvient à le faire avouer. C'est alors que Marius le tue.
On le revoit comme en une boucle se mouiller le visage, et l'on comprend que toute la dernière scène avec le coupable n'était que pure imagination. Mais la réalité rejoint partiellement l'imaginaire quand l'hôpital appelle pour lui apprendre qu'ell est décédée. Il rejoint cette fois vraiment le groupe et fait remonter tout le monde dans la camionnette.
Dans la mesure où la scène imaginaire voit le coupable avouer des choses que l'inspecteur n'a pas pu inventer, on peut supposer que Cristina lui a raconté à l'oreille son calvaire en détail. Avant qu'il ne reçoive cet appel de l'hôpital, avait-il en effet le projet de faire avouer et punir ? (« Il ne s'en sortira pas comme ça ! » sont les derniers mots de Marius a Cristina). La mort de Cristina rend-elle son désir de vengeance vain ? L'état de santé de Cristina avait été décrit au policier comme assez bon sur le plan physiologique, malgré les traumatismes. A-t-elle mis fin à ses jours ?
Le film ne donne pas toutes les réponses. Le dernier plan montre le médecin qui avait partagé le taxi avec elle à l'aller, manifestement sur le point de procéder à   une autopsie. Elle croyait au ciel, lui non. Elle cherchait désespérément son salut en Dieu, lui décrétait qu'il n'y avait aucun salut possible, ni au ciel ni sur terre. Dans le taxi, il s'était laissé aller à quelques diatribes hargneuses contre les illusions propagées par l'Eglise. Le film le montre à la fin, réuni avec Cristina, dans la réalité froide de la mort, sur le point d'ouvrir le corps de la jeune femme, sans percer pour autant tous ses mystères. A la pâleur mortuaire de Cristina succède le noir de l'écran, juste après qu'une larme s'est échappée de son œil .

## Fiche technique
Sauf indication contraire, les informations mentionnées dans cette section peuvent être confirmées par la base de données cinématographiques IMDb,  présente dans la section « Liens externes ».
- Titre original : Miracol
- Titre français : Dédales
- Réalisation et scénario : Bogdan George Apetri
- Costumes : Liene Dobraja
- Photographie : Oleg Mutu
- Montage : Bogdan George Apetri
- Pays de production :  Roumanie
- Format : couleur — 2,35:1
- Genre : drame, thriller
- Durée : 118 minutes
- Dates de sortie :
  - Italie : 5 septembre 2021 (Mostra de Venise)
  - Roumanie : 4 février 2022
  - France : 20 juillet 2022
- Classification :
  - France : interdit aux moins de 12 ans lors de sa sortie en salles et à la télévision[réf. nécessaire]

## Distribution
- Ioana Bugarin : Cristina Tofan
- Emanuel Pârvu : Marius Preda
- Cezar Antal : Batin

## Accueil

### Critique
En France, le site Allociné propose une moyenne de 3,1/5 à partir de l'interprétation des critiques de presse recensées.

## Distinctions

### Sélections
- Mostra de Venise 2021 : en section Orizzonti
- Arras Film Festival 2021 : en compétition européenne
- Festival international du film de Transylvanie 2022 : en sélection Romanian Days
- Festival du film de Pula 2022 : en sélection internationale